# モルドバ情報・保安庁
モルドバ情報・保安庁（Serviciul de Informaţii şi Securitate：略語SIS）とは、モルドバ共和国の諜報機関、秘密警察。モルドバにおけるソ連国家保安委員会の後継機関。

## 歴史
1991年9月9日、モルドバ共和国大統領令第196号により、モルドバ共和国国家保安委員会が廃止され、国家保安省（Ministerul Securităţii Naţionale；略語MSN）が設立された。同年9月16日、国家保安省の基本機能と機構が、1992年4月6日、国家保安省規程が承認された。1995年10月31日、国家安全法とモルドバ共和国国家保安機関法が採択され、1997年1月31日、両法律が公布された。国家保安省の下には、幹部の初等教育を受け持つ教育センターが創設された。
1998年、国家保安省の名称とその任務が一致していないこと等から、同省の再編が決定された。1999年11月16日、モルドバ共和国法第676号-XIVにより、国家保安省は、モルドバ共和国情報・保安庁に再編された。同年12月23日、モルドバ共和国情報・保安庁法が採択された。

## 機構
- 情報部
- 組織犯罪対策部署
- 防諜部
- 分析局
- 経済犯罪対策部署
- 法務局
- テロ対策部署

## 歴代長官
SIS長官のみ。
- 2000年1月 - 2001年12月：ワレーリー・パサト（ルーマニア語版）(Valeriu Pasat)
- 2001年1月 - 2007年11月：イオン・ウルス(Ion Ursu) 。元KGB職員
- 2007年11月 - 2009年：アルトゥール・レシェトニコフ（ルーマニア語版）(Artur Resetnicov)。文民
- 2012年10月 - ミハイ・バラン（ルーマニア語版） (Mihai Bălan)